# إيلي براش
إيلي براش (بالإنجليزية: Ellie Brush) هي لاعبة كرة قدم أسترالية، ولدت في 19 أغسطس 1988 في كانبرا في أستراليا. شاركت مع منتخب أستراليا لكرة القدم للسيدات. أما مع النوادي، فقد لعبت مع كانبيرا يونايتد.

## وصلات خارجية
- إيلي براش على موقع اتحاد النرويج (النرويجية)
- إيلي براش على موقع قاعدة بيانات كرة القدم.إي يو (الإنجليزية)
- إيلي براش على موقع Soccerway.com (الإنجليزية)
- إيلي براش على موقع AustralianFootball.com (الإنجليزية)